# MIO(MIQ)パーフェクト・ベスト
『MIO(MIQ) パーフェクト・ベスト』は、MIO(MIQ)のベスト・アルバム。

## 概要
デビュー曲「HEY YOU」「わすれ草」を始め、数々ヒットのアニメソング、他。全20曲。

## 収録曲
1. HEY YOU
  - テレビアニメ『戦闘メカ ザブングル』 挿入歌
2. わすれ草
  - テレビアニメ『戦闘メカ ザブングル』 挿入歌
3. GET IT!
  - アニメ映画『ザブングル・グラフティ』イメージソング
4. Coming Hey You
  - アニメ映画『ザブングル・グラフティ』イメージソング
5. ダンバインとぶ
  - テレビアニメ『聖戦士ダンバイン』オープニングテーマ
6. みえるだろうバイストン・ウェル
  - テレビアニメ『聖戦士ダンバイン』エンディングテーマ
7. エルガイム ―Time for LーGAIM―
  - テレビアニメ『重戦機エルガイム』前期オープニングテーマ
8. スターライト・シャワー
  - テレビアニメ『重戦機エルガイム』エンディングテーマ
9. 不思議CALL ME
  - テレビアニメ『星銃士ビスマルク』オープニングテーマ
10. 夢銀河
  - テレビアニメ『星銃士ビスマルク』エンディングテーマ
11. Goodーbye Lonely Blue
  - OVA・アニメ映画『エリア88』挿入歌
12. 悲しみのDestiny
  - OVA・アニメ映画『エリア88』エンディングテーマ
13. LONG AGO AND SO FAR WAY
  - アニメ映画『エリア88』イメージソング
14. RAZOR'S EDGE
  - アニメ映画『エリア88』イメージソング
15. 永遠よりも
  - OVA『3×3 EYES』イメージソング
16. Captain Is The Star Child
  - 「スターチャイルド増刊号」（声優系企画アルバム）
17. WHY
  - レコード『ダンシング・ザブングル』より、テレビアニメ『戦闘メカ ザブングル』挿入歌の「わすれ草」 (英語バージョン)
18. Time For LーGAIM
  - テレビアニメ『重戦機エルガイム』オープニングテーマ (英語バージョン)
19. GET IT!(アニメ)
  - アニメ映画『ザブングル・グラフティ』イメージソング (英語バージョン)
20. Dunbine Fire
  - テレビアニメ『聖戦士ダンバイン』オープニングテーマ (英語バージョン)